# Narodni park Pindus
Narodni park Pindus (grško: Εθνικός Δρυμός Πίνδου Ethnikós Drymós Píndou), znan tudi pod imenom Valia Calda (kar pomeni Topla dolina v aromunskem jeziku), je narodni park v celinski Grčiji, ki se razprostira na osamljenem gorskem območju na obrobju Zahodne Makedonije in Epira, na severovzhodnem delu Pindskega gorstva. Ustanovljen je bil leta 1966 in pokriva 6927 hektarjev. Osrednje območje parka, 3360 hektarjev, zajema največji del doline Valia Calda in pobočja okoliških vrhov.
Narodni park ima nadmorsko višino od 1076 do 2177 metrov, zanj pa so značilni gosti gozdovi črnega bora in navadne bukve, skalnati grebeni, več vrhov nad 2000 metrov, hudourniki in gorska jezera. Območje pripada širši ekoregiji mešanih gozdov Pindus in je reprezentativni del Pindskega gorstva. Poleg tega spada v ekološko mrežo zavarovanih območij Natura 2000 in je eno od treh krajev v Grčiji, kjer živi populacija rjavih medvedov.

## Geografija
Park leži na mejah regionalne enote Grevena in Janina, severno od mesta Metsovo in v bližini vasi Vovousa, Perivoli in Milea. V mejah zavarovanega območja ni naselij ali objektov.
Več vrhov doseže nadmorsko višino več kot 2000 m; sem spadajo Avgo, 2177 m, Kakoplevri, 2160 m, Flega, 2159 m, Tria Sinora, 2050 m in Aftia, 2082 m.
Temeljne skalne formacije so večinoma serpentinit in podpirajo specializirane vrste rastlin.
Podnebje v parku je gorska in se razlikuje glede na nadmorsko višino in vidik. Letne padavine se gibljejo med 1000 in 1800 mm, medtem ko se povprečne mesečne temperature gibljejo med 0,9 in 21,4 ° C.

## Rastlinstvo in živalstvo

### Rastlinstvo
Park je bil ustanovljen leta 1966 in je veljal za eno najpomembnejših zavarovanih območij za vzdrževanje gorske biotske raznovrstnosti in celovitosti ekosistemov na nacionalni ravni. Gozdovi evropskega črnega bora (Pinus nigra) in navadne bukve (Fagus sylvatica) pokrivajo spodnjo in srednjo nadmorsko višino parka od 1000 do 1600 m, od tega je več dreves starih več kot 700 let. Na višjih nadmorskih višinah od 1600 do 1900 m prevladuje gozd munike (Pinus heldreichii), medtem ko je na največjih višinah od 1900 do 2177 m v gozdovih le nekaj vrst grmovja in alpski travniki. Poleg tega je za suhe kraje in spodnje dele doline značilno prevladovanje navadnega pušpana (Buxus sempervirens), medtem ko so nekatere posamezne Abies borisii-regis (makedonska jelka) razpršene med gozdovi Pinus nigre in Fagus sylvatice.
Na območju je skupno zabeleženo 415 vrst rastlin in 86 vrst gob. Številne lokalne vrste cvetja veljajo za endemične na Balkanu, na primer Dianthus deltoides (vrsta klinčka) in Allium breviradum (vrsta luka). Po drugi strani pa v parku raste tudi veliko endemičnih rastlin srednje in severne Grčije, kot je glavinec Centaurea vlachorum. Poleg tega so redke vrste gozdov značilne za spodnje geološke plasti, Minuartia baldaci, križnica Bornmuellera tymphaea, zvončica Campanula hawkinsiana, vijolica Viola dukadjinica in laniščna lepnica (Silene pindicola). Najpomembnejša mesta za nabiranje redkih rastlin so severna pobočja vrhov Aftia, Flega in Kapetan Kleidi. Vsi zgoraj navedeni kraji so zelo strmi in težki za pašo živali, zato naravna obnova gozda na tem območju normalno napreduje in je ohranjenih veliko redkih rastlin. Serpentinitna tla, ki prevladujejo na območju narodnega parka Pindus, so naklonjena tudi gojenju redkih endemičnih rastlinskih vrst.

### Živalstvo
Narodni park je eno od treh področij v Grčiji, kjer živi populacija rjavih medvedov (Ursus arctos arctos), ki velja za ohranitveno prednostno vrsto. Sama regija se imenuje tudi 'park medvedov'. Drugi veliki sesalci, ki živijo v parku, so risi, srnjad in divje mačke, zadnja dva pa najdemo na območju gozda Flegga. Poleg tega so na tem območju vse leto prisotni volkovi, kuna belica, divje svinje in navadna veverica. Po drugi strani pa balkanski gams (Rupicapra rupicapra balcanica), balkanska endemična vrsta, najdemo v strmih in skalnatih delih parka, pa tudi na območjih z bukovimi gozdovi. Gostota njegove populacije niha med 3-5 in celo 20 osebki na 100 ha, odvisno od produktivnosti habitata. Tri reke, ki prečkajo območje parka, imajo zelo čisto vodo in so dobro ohranjen habitat vidre.
Na območju narodnega parka so poročali o do petih vrstah netopirjev, najpogostejši pa so navadni mračnik (Nyctalys noctula). Poleg tega nudi zavetje za več kot 80 vrst ptic, kot je 10 vrst redkih vrst ptic, vključno kraljevi orel, planinski orel, kratkonogi skobec in južni sokol, kar kaže na ornitološki pomen območja. Ena redkih ptic, ki jo najdemo v parku, je uhati škrjanec (Eremophilla alpestris), ki ga najdemo na alpskih travnikih in veliki srakoper (Lanius excubitor), ki se poleti seli iz Afrike. Gosti in zreli gozdovi območja gostijo osem vrst žoln, med njimi belohrbti detel (Dendrocopos leucotos), srednji detel, mali detel in črna žolna.

## Upravljanje
Od leta 2003 je park pod upravnim nadzorom upravnega organa severnega Pindusa. Ta organ je odgovoren za ekološko ravnanje z veliko večjo regijo, ki vključuje osem zavarovanih območij v Grčiji, ki je prav tako del Nature 2000, pobuda vlad Evropske unije, katere cilj je zaščititi najbolj ogrožene habitate vrste po Evropi. Organ za upravljanje severnega Pindusa je skupaj z lokalno gozdno službo odgovoren za urejanje človekovih dejavnosti in ohranjanje ekološke vrednosti zavarovanega območja. Vendar pa do zdaj ta cilj ostaja nedosegljiv zaradi pomanjkanja strokovnega znanja in znanstveno utemeljenega načrta upravljanja. Zato obstaja velika potreba po izvedbi naravovarstvenih raziskav, ki jih je mogoče neposredno prevesti v praktične predloge upravljanja.
Jedro narodnega parka je Evropski svet razglasil za območje »biogenetskega rezervata«, prepovedane pa so človekove dejavnosti, kot so sekanje drv, paša, lov, ribolov in dostop z avtomobilom. V varovalnem pasu parka so tudi dejavnosti na splošno nadzorovane. Najresnejša nevarnost, s katero se je park v preteklosti soočal, so bili obsežni požari, ki so jih povzročili rejci za ustvarjanje travnikov za pašo. Ti požari so uničili velike dele gozdov Pinus nigra in P. holdreichii. Vendar od leta 1960 zaradi izboljšanih zaščitnih ukrepov z odprtjem številnih gozdnih cest ni prišlo do požara. Poleg tega je bila v bližini vrha Avgo ustanovljena opazovalna točka. Potencialna grožnja narodnemu parku je državna pobuda za preusmeritev reke Arkoudorema za gradnjo hidroelektrarne. Ta pobuda bo negativno vplivala na park, saj bo velik del obstoječega gozdnega območja pokrit z vodo, kar bo imelo za posledico zmanjšanje jedrnega območja. Druga nevarnost je visok pašni tlak v jedru, medtem ko so številne majhne enote za proizvodnjo premoga na obrobju parka vzbudile veliko zaskrbljenost.

## Rekreacija
Narodni park Pindus velja za enega najmanj obiskanih in najmanj znanih narodnih parkov v Evropi in ni označen iz glavnih cest v regiji. Območje ponuja možnosti za pohodništvo, saj so makadamske ceste v dobrem stanju, razen pozimi. Do parka je najbolje dostopati s severa, iz vasi Perivoli, medtem ko je pot tudi z zahodne strani, blizu Milije. Plezališče leži v bližini vrha Mavrovouni na višini 1950 metrov, kar je idealno izhodišče za izlete na območje parka. V skladu z lokalno zakonodajo ni dovoljeno nabiranje kakršnih koli organizmov, medtem ko je kampiranje in bivanje v jedru parka po sončnem zahodu prepovedano. Dodatne omejitve vključujejo prižiganje ognja, medtem ko je za dejavnosti, kot sta kajak in rafting, potrebno posebno dovoljenje lokalnega gozdarstva.